# Stobierna (Rzeszów)
Pour l’article homonyme, voir Stobierna (Dębica).
Stobierna est une localité polonaise de la gmina de Trzebownisko, située dans le powiat de Rzeszów en voïvodie des Basses-Carpates.